# Chalons

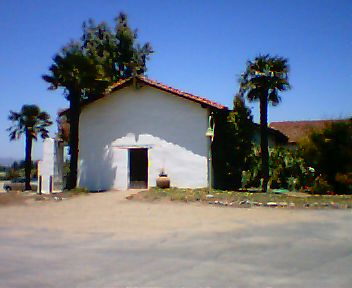
Missió de Nuestra Señora de la Soledad

Els chalons són una de les vuit divisions del poble d'amerindis Ohlone (Costano) que vivien al Nord de Califòrnia. Chalon (també anomenat Soledad) és també el nom de la seva llengua, classificada dins les llengües ohlone, que formen part de les llengües utianes. Treballs recents suggereixen que el chalon podia ser una parla de transició entre les llengües ohlone del nord i del sud.
El territori original dels chalons és objecte de certa controvèrsia local. Els estudis inicials al començament del segle xx, els van col·locar en la part de la vall de Salinas que envolta la moderna ciutat de Soledad, així com a l'àrea adjacent del baux Arroyo Seco a l'oest i Chalon Creek a l'est. En contrast, un estudi a finals del segle XX dona el període de contacte espanyol chalons a les valls escarpades de Coast Range centrades més a l'est, incloent l'alt Chalon Creek, el riu San Benito a l'est de la vall de Salinas i els petits rierols al voltant de la muntanya de San Benito. L'últim estudi assigna la major part d'aquesta zona de la Vall de Salinas a la tribu local Eslenajan de parlants esselen.
Mai s'ha documentat cultura material específica chalon, però sense cap dubte era una societat caçadora-recol·lectora+ basada en la cacera de cérvols i la collita de gla, típics de la zona de la cultura etnogràfica californiana. El territori chalon era limitat confinat pels mutsuns (una altra divisió ohlone) a l'est, els rumsens (una altra divisió ohlone) al nord, els esselens de la Vall de Salinas a l'oest, els salinan al sud i els yokuts de la Vall de San Joaquin a l'est.
Durant l'era de les missions espanyoles a Califòrnia la vida dels chalons va canviar amb la fundació de Missió de Nuestra Señora de la Soledad en 1791. La majoria dels parlants chalon es van traslladar a la missió entre 1795 i 1814 on van ser batejats, van viure i foren educats com a catòlics neòfits, també coneguts com a indis de missió. A la Missió Soledad molts chalon es va casar amb parlants locals esselen, mentre que altres es van casar amb yokuts que van ser duts a la missió entre 1806 i 1834. La missió Soledad es va suspendre pel govern mexicà el 1835 durant el període de la secularització, moment en què els supervivents es van dispersar. La majoria van anar a treballar a les granges i ranxos del centre-oest de Califòrnia, mentre que molts d'ells amb ancestres yokuts es van mudar a l'est a la Vall de San Joaquin.

## Bandes mòbils i llogarets chalon
El terme chalon va ser documentat pels pares franciscans en els seus registres eclesiàstics de la Missió de Soledad. El terme definitivament s'aplicà a una regió, ja que els individus rebien llurs noms de pobles específics, com ara "Ponojo del Chalon" i "Zusotica del Chalon." L'antropòleg A.L. Kroeber, que fou el primer a fer el mapa de l'àrea lingüística chalon, presumeix que envoltaven totalment la Missió Nuestra Señora de la Soledad en el riu Salinas; va fer el mapa de la vila específica Wacharo-n adjacent a la mateixa missió. Una anàlisi alternativa recent col·loca la tribu local eslenajan de parlants esselen com a habitants del veïnatge de Soledad durant la fundació de la missió, posa la tribu local guachirron com a parlants rumsen més al nord vora la badia de Monterey, i posa les viles de Chalon a l'est de la vall de Salinas.